# Montegiardino
Montegiardino es el castello (municipio) más pequeño de San Marino. Tiene 3,31 km² de superficie y una población de 909 habitantes a mayo de 2013.

## Historia
Sus orígenes se remontan a la época de los lombardos. En 1476 pasó a formar parte de la República de San Marino. Es la sede del Departamento de Economía y Tecnología de la Universidad de San Marino, que fue fundada en 1985.

## Geografía
Debido a su pequeño tamaño de unas 331 hectáreas, se le considera una de las subdivisiones más modestas de un país en cuanto a su población. Limita con los municipios sanmarinenses de Fiorentino y Faetano y con los italianos de Monte Grimano y Sassofeltrio.
Solo posee una parroquia (curazia) llamada Cerbaiola.